# Empire (mini-série)
Pour les articles homonymes, voir Empire (homonymie).
Empire est une mini-série américaine en six épisodes de 45 minutes, créée par John Gray, Kim Manners et Greg Yaitanes et diffusée entre le 28 juin et le 26 juillet 2005 sur le réseau ABC. Les scénaristes sont Chip Johannessen, Sara B. Cooper et Tom Wheeler.
En France, la télésuite a été diffusée entre le 22 et le 29 décembre 2005 sur M6. Elle reste inédite dans les autres pays francophones.

## Synopsis
Cette mini-série raconte la période de troubles qui suivit la mort de Jules César. Rome a sombré dans la guerre civile et Octave, désigné par César comme son successeur, s'enfuit avec l'aide de Tyrannus, un gladiateur affranchi chargé de veiller sur sa vie.

## Distribution
- Santiago Cabrera : Octave
- Vincent Regan : Marc Antoine
- Emily Blunt : Camane
- James Frain (VF : Constantin Pappas) : Brutus
- Jonathan Cake : Tyrannus
- Chris Egan : Agrippa
- Michael Maloney : Cassius
- Fiona Shaw : Fulvia
- Colm Feore : César
- Michael Byrne : Cicéron
- Orla Brady : Atia
- Trudie Styler (VF : Françoise Vallon) : Servilia
- Graham McTavish : Général Rapax
- Dennis Haysbert : Magonius
- Amanda Root : Noella
- Ian Bartholomew (en) : Cimber
- Michael Culkin : Lucius
- Alan David (en) : Quinitilius
- Caroline Ashley : Titiana
- Roger Ashton-Griffiths : Panza
- Inday Ba (sv) : Nila
- Clive Riche (VF : Michel Laroussi) : Herteus

 Source et légende : version française (VF) sur RS Doublage

## Épisodes
1. La Fin d'un règne (Pilot)
2. La Voix du peuple (Will)
3. Les Donjons d'Arkham (Arkham)
4. Frères ennemis (The Hunt)
5. Un signe des dieux (Fortune's Fool)
6. Le Fils de Rome (The Lost Legion)